# Uncinulella eriosomiperda
Uncinulella eriosomiperda är en tvåvingeart som beskrevs av Guercio 1918. Uncinulella eriosomiperda ingår i släktet Uncinulella och familjen gallmyggor.
Artens utbredningsområde är Italien. Inga underarter finns listade i Catalogue of Life.